# Blang Gunci Kunyet
Blang Gunci Kunyet is een bestuurslaag in het regentschap Pidie van de provincie Atjeh, Indonesië. Blang Gunci Kunyet telt 173 inwoners (volkstelling 2010).